# Morti nel 2016/Novembre
| Questa pagina contiene informazioni ricavate automaticamente dalle voci biografiche con l'ausilio del template Bio e di un bot. L'aggiornamento è periodico e automatico e ricostruisce completamente la pagina. Se manca una persona in questa lista, sei pregato di non aggiungerla, ma accertati piuttosto che la sua voce biografica contenga il template Bio e che i dati anagrafici siano correttamente compilati. Se il template Bio manca, inseriscilo tu stesso o, in alternativa, metti l'avviso {{tmp\|Bio}} che ne segnala la mancanza. Se i dati riportati sono sbagliati, correggi direttamente la voce biografica; le modifiche saranno visibili in questa lista entro pochi giorni. Per chiarimenti vedi il progetto biografie. La lista contiene solo le 193 persone che sono citate nell'enciclopedia e per le quali è stato implementato correttamente il template Bio. Pagina aggiornata al 2 lug 2025. |

- 1º novembre - Sverre Andersen, calciatore e allenatore di calcio norvegese (n. 1936)
- 1º novembre - Tina Anselmi, politica e partigiana italiana (n. 1927)
- 1º novembre - Hugh Bullen, bassista trinidadiano (n. 1951)
- 1º novembre - Nico Carstens, fisarmonicista e compositore sudafricano (n. 1926)
- 1º novembre - Angelo Chizzoni, generale italiano (n. 1931)
- 1º novembre - Jean Duperray, cestista francese (n. 1921)
- 1º novembre - Bap Kennedy, cantautore britannico (n. 1962)
- 1º novembre - Gianfranco Menegali, arbitro di calcio italiano (n. 1933)
- 1º novembre - Massimo Mongai, scrittore italiano (n. 1950)
- 2 novembre - Martin Lippens, allenatore di calcio e calciatore belga (n. 1934)
- 2 novembre - Oleg Konstantinovič Popov, circense russo (n. 1930)
- 2 novembre - Jean-Marie Trappeniers, calciatore belga (n. 1942)
- 3 novembre - Marc Michel, attore svizzero (n. 1929)
- 3 novembre - Walter Piludu, politico italiano (n. 1950)
- 3 novembre - Antonio Preto, funzionario, avvocato e politico italiano (n. 1965)
- 3 novembre - Kay Starr, cantante statunitense (n. 1922)
- 4 novembre - Guy Claisse, giornalista e scrittore francese (n. 1934)
- 4 novembre - Alberto Jammaron, fondista italiano (n. 1915)
- 4 novembre - Jean-Jacques Perrey, compositore francese (n. 1929)
- 4 novembre - Serafino Petricone, politico italiano (n. 1931)
- 4 novembre - Sylvio dos Santos, nuotatore e pallanuotista brasiliano (n. 1935)
- 5 novembre - Averardo Ciriello, illustratore italiano (n. 1918)
- 5 novembre - Alberto Ficuciello, generale italiano (n. 1940)
- 6 novembre - Claudio Bizzarri, calciatore italiano (n. 1933)
- 6 novembre - Zoltán Kocsis, pianista, direttore d'orchestra e compositore ungherese (n. 1952)
- 6 novembre - Gianni Scalia, critico letterario italiano (n. 1928)
- 6 novembre - Marc Sleen, fumettista belga (n. 1922)
- 7 novembre - Leonard Cohen, cantautore e poeta canadese (n. 1934)
- 7 novembre - Julie Gregg, attrice statunitense (n. 1937)
- 7 novembre - Robert N. Hall, ingegnere e fisico statunitense (n. 1919)
- 7 novembre - Silvano Miniati, sindacalista e politico italiano (n. 1934)
- 7 novembre - Franco Nisi, giornalista, autore televisivo e conduttore radiofonico italiano (n. 1957)
- 7 novembre - Janet Reno, politica statunitense (n. 1938)
- 8 novembre - Bruce Carradine, attore statunitense (n. 1933)
- 8 novembre - Raoul Coutard, direttore della fotografia francese (n. 1924)
- 8 novembre - Mario Foglietti, sceneggiatore, regista e critico cinematografico italiano (n. 1936)
- 8 novembre - Kazimír Gajdoš, calciatore cecoslovacco (n. 1934)
- 8 novembre - Giorgio Grigolli, politico e giornalista italiano (n. 1927)
- 8 novembre - Umberto Veronesi, oncologo e politico italiano (n. 1925)
- 9 novembre - Greg Ballard, cestista e allenatore di pallacanestro statunitense (n. 1955)
- 9 novembre - Al Caiola, chitarrista, arrangiatore e compositore statunitense (n. 1920)
- 9 novembre - Eugene Galanter, psicologo statunitense (n. 1924)
- 9 novembre - La Veneno, showgirl e modella spagnola (n. 1964)
- 9 novembre - Camillo Pennati, poeta e traduttore italiano (n. 1931)
- 9 novembre - Irfan Shahid, storico palestinese (n. 1926)
- 10 novembre - Alcide Paolini, scrittore, poeta e critico letterario italiano (n. 1928)
- 10 novembre - Bill Stanfill, giocatore di football americano statunitense (n. 1947)
- 11 novembre - Augusta Acconcia Longo, filologa e bizantinista italiana (n. 1940)
- 11 novembre - Ilse Aichinger, scrittrice austriaca (n. 1921)
- 11 novembre - Victor Bailey, bassista statunitense (n. 1960)
- 11 novembre - Željko Čajkovski, allenatore di calcio e calciatore jugoslavo (n. 1925)
- 11 novembre - Michele Lettieri, ingegnere italiano (n. 1924)
- 11 novembre - Enzo Maiolino, pittore italiano (n. 1926)
- 11 novembre - James Hamilton McLean, naturalista statunitense (n. 1936)
- 11 novembre - Aki Schmidt, allenatore di calcio e calciatore tedesco (n. 1935)
- 11 novembre - Bob van der Valk, cestista olandese (n. 1927)
- 11 novembre - Robert Vaughn, attore statunitense (n. 1932)
- 12 novembre - Cranio Randagio, rapper italiano (n. 1994)
- 12 novembre - Malek Chebel, scrittore, filosofo e antropologo algerino (n. 1953)
- 12 novembre - Francisco Sendra, calciatore spagnolo (n. 1931)
- 12 novembre - Edgard Sorgeloos, ciclista su strada, pistard e dirigente sportivo belga (n. 1930)
- 12 novembre - Lupita Tovar, attrice messicana (n. 1910)
- 12 novembre - Turki II bin Abd al-Aziz Al Sa'ud, principe, politico e imprenditore saudita (n. 1934)
- 12 novembre - Paul Vergès, politico francese (n. 1925)
- 12 novembre - Pietro Zanfagnini, politico e avvocato italiano (n. 1932)
- 13 novembre - Luigi Caccia Dominioni, architetto, designer e urbanista italiano (n. 1913)
- 13 novembre - Federico Edwards, calciatore argentino (n. 1931)
- 13 novembre - Enzo Maiorca, apneista italiano (n. 1931)
- 13 novembre - Richard Medioni, giornalista, editore e direttore artistico francese (n. 1947)
- 13 novembre - Jackie Pigeaud, latinista francese (n. 1937)
- 13 novembre - Laurent Pokou, calciatore ivoriano (n. 1947)
- 13 novembre - Leon Russell, cantante, musicista e compositore statunitense (n. 1942)
- 14 novembre - Vladimir Belov, pallamanista russo (n. 1958)
- 14 novembre - Holly Dunn, cantante statunitense (n. 1957)
- 14 novembre - Saverio Ferina, presbitero e letterato italiano (n. 1925)
- 14 novembre - David Mancuso, disc jockey statunitense (n. 1944)
- 14 novembre - Antonio Marangi, calciatore italiano (n. 1938)
- 14 novembre - Gardnar Mulloy, tennista e allenatore di tennis statunitense (n. 1913)
- 15 novembre - Mose Allison, pianista e cantante statunitense (n. 1927)
- 15 novembre - Ray Brady, calciatore irlandese (n. 1937)
- 15 novembre - Robert McFaul Campbell, calciatore nordirlandese (n. 1956)
- 15 novembre - Sixto Durán Ballén, politico ecuadoriano (n. 1921)
- 15 novembre - Lisa Lynn Masters, attrice, scrittrice e modella statunitense (n. 1964)
- 15 novembre - Ada Pace, pilota automobilistica e pilota motociclistica italiana (n. 1924)
- 15 novembre - Paul Rosche, ingegnere, progettista e manager tedesco (n. 1934)
- 15 novembre - Giambattista Spampinato, drammaturgo italiano (n. 1929)
- 16 novembre - Len Allchurch, calciatore gallese (n. 1933)
- 16 novembre - Jay Forrester, ingegnere elettrotecnico e informatico statunitense (n. 1918)
- 16 novembre - Melvin Laird, politico e saggista statunitense (n. 1922)
- 16 novembre - Enno Penno, politico e diplomatico estone (n. 1930)
- 16 novembre - Daniel Prodan, calciatore rumeno (n. 1972)
- 17 novembre - Whitney Smith, storico e disegnatore statunitense (n. 1940)
- 18 novembre - Ivo Butini, politico italiano (n. 1927)
- 18 novembre - Denton Cooley, cardiochirurgo statunitense (n. 1920)
- 18 novembre - Ed Francis, wrestler e imprenditore statunitense (n. 1926)
- 18 novembre - Sharon Jones, cantante statunitense (n. 1956)
- 18 novembre - Eraldo Mancin, allenatore di calcio e calciatore italiano (n. 1945)
- 18 novembre - Francesco Parisi, politico italiano (n. 1930)
- 18 novembre - Julio Pereyra, cestista e allenatore di pallacanestro uruguaiano (n. 1963)
- 18 novembre - Kervin Piñerúa, pallavolista venezuelano (n. 1991)
- 18 novembre - Armando Tobar, calciatore cileno (n. 1938)
- 19 novembre - Massimo Colesanti, critico letterario italiano (n. 1926)
- 19 novembre - Gino Gavioli, fumettista e animatore italiano (n. 1923)
- 19 novembre - Jan Huberts, pilota motociclistico olandese (n. 1937)
- 19 novembre - Aiace Parolin, direttore della fotografia italiano (n. 1920)
- 19 novembre - Wijnand van de Pol, organista e direttore di coro olandese (n. 1938)
- 19 novembre - Paul Sylbert, scenografo, sceneggiatore e regista statunitense (n. 1928)
- 19 novembre - Denis Ugolini, politico italiano (n. 1954)
- 20 novembre - Gabriel Badilla, calciatore costaricano (n. 1984)
- 20 novembre - Antonio Maria Brianda, politico italiano (n. 1922)
- 20 novembre - Gene Guarilia, cestista statunitense (n. 1937)
- 20 novembre - Carlos Miranda, pianista, compositore e attore spagnolo (n. 1945)
- 20 novembre - Gaetano Rasi, politico e economista italiano (n. 1927)
- 20 novembre - Kōstīs Stefanopoulos, politico greco (n. 1926)
- 20 novembre - Ulf J. Söhmisch, attore e doppiatore tedesco (n. 1938)
- 21 novembre - Arnaldo Mauri, economista italiano (n. 1932)
- 21 novembre - Matthias Mauritz, calciatore tedesco (n. 1924)
- 21 novembre - Hassan Sadpara, alpinista pakistano (n. 1963)
- 21 novembre - Vladimir Semënov, pallanuotista sovietico (n. 1938)
- 21 novembre - Cesare Tassetto, carabiniere italiano (n. 1920)
- 21 novembre - William Trevor, scrittore e drammaturgo irlandese (n. 1928)
- 21 novembre - René Vignal, calciatore francese (n. 1926)
- 22 novembre - Cosimo Abate, politico italiano (n. 1922)
- 22 novembre - Alfredo Brasioli, fumettista, illustratore e pittore italiano (n. 1935)
- 22 novembre - Peter Sumner, attore australiano (n. 1942)
- 23 novembre - Rita Barberá, politica spagnola (n. 1948)
- 23 novembre - Joe Esposito, scrittore statunitense (n. 1938)
- 23 novembre - Paul Futcher, allenatore di calcio e calciatore inglese (n. 1956)
- 23 novembre - Vittorio Sermonti, scrittore, traduttore e regista televisivo italiano (n. 1929)
- 24 novembre - Colonel Abrams, cantante statunitense (n. 1949)
- 24 novembre - Marcos Ana, poeta spagnolo (n. 1920)
- 24 novembre - Bruno Broccoli, autore televisivo italiano (n. 1922)
- 24 novembre - Piero Ferri, allenatore di calcio e calciatore italiano (n. 1935)
- 24 novembre - Shirley Bunnie Foy, cantante e percussionista statunitense (n. 1936)
- 24 novembre - Florence Henderson, attrice, personaggio televisivo e doppiatrice statunitense (n. 1934)
- 24 novembre - Michail Iosifovič Juzovskij, regista sovietico (n. 1940)
- 24 novembre - Luis Miquilena, politico venezuelano (n. 1919)
- 24 novembre - Antonio Pelliccia, generale, aviatore e storico italiano (n. 1921)
- 24 novembre - Norm Swanson, cestista statunitense (n. 1930)
- 25 novembre - Vïtalïý Artemov, calciatore kazako (n. 1979)
- 25 novembre - Fidel Castro, rivoluzionario, politico e militare cubano (n. 1926)
- 25 novembre - Ron Glass, attore statunitense (n. 1945)
- 25 novembre - David Hamilton, fotografo e regista britannico (n. 1933)
- 25 novembre - Pauline Oliveros, fisarmonicista, compositrice e teorica musicale statunitense (n. 1932)
- 25 novembre - Margaret Rhodes, nobildonna britannica (n. 1925)
- 26 novembre - Ida Blom, storica norvegese (n. 1931)
- 26 novembre - Alv Gjestvang, pattinatore di velocità su ghiaccio norvegese (n. 1937)
- 26 novembre - Peter Hans Kolvenbach, gesuita olandese (n. 1928)
- 26 novembre - David Provan, allenatore di calcio e calciatore scozzese (n. 1941)
- 26 novembre - Fritz Weaver, attore statunitense (n. 1926)
- 27 novembre - Gordana Baraga, cestista jugoslava (n. 1935)
- 27 novembre - Arnaldo Ferrara, generale e funzionario italiano (n. 1920)
- 27 novembre - Valerie Gaunt, attrice britannica (n. 1932)
- 27 novembre - Iōannīs Grivas, politico e magistrato greco (n. 1923)
- 28 novembre - Bill Bell, cestista canadese (n. 1927)
- 28 novembre - Caio Júnior, allenatore di calcio e calciatore brasiliano (n. 1965)
- 28 novembre - Ananias Eloi Castro Monteiro, calciatore brasiliano (n. 1989)
- 28 novembre - Jim Delligatti, imprenditore statunitense (n. 1918)
- 28 novembre - Dener Assunção Braz, calciatore brasiliano (n. 1991)
- 28 novembre - Sergio Galiano, produttore cinematografico e attore italiano (n. 1942)
- 28 novembre - Adolfo Horta, pugile cubano (n. 1957)
- 28 novembre - Mateus Lucena dos Santos, calciatore brasiliano (n. 1994)
- 28 novembre - Filipe Machado, calciatore brasiliano (n. 1984)
- 28 novembre - Arthur Maia, calciatore brasiliano (n. 1992)
- 28 novembre - Sérgio Manoel Barbosa Santos, calciatore brasiliano (n. 1989)
- 28 novembre - Mário Sérgio Pontes de Paiva, allenatore di calcio e calciatore brasiliano (n. 1950)
- 28 novembre - Matheus Biteco, calciatore brasiliano (n. 1995)
- 28 novembre - Marcelo Augusto Mathias da Silva, calciatore brasiliano (n. 1991)
- 28 novembre - Paul Guers, attore francese (n. 1927)
- 28 novembre - Bruno Rangel, calciatore brasiliano (n. 1981)
- 28 novembre - Cléber Santana, calciatore brasiliano (n. 1981)
- 28 novembre - Logan Tait, cestista canadese (n. 1934)
- 28 novembre - Mark Evgenovič Tajmanov, pianista e scacchista russo (n. 1926)
- 28 novembre - Thiego, calciatore brasiliano (n. 1986)
- 28 novembre - Gabriella Uluhogian, filologa e linguista italiana (n. 1936)
- 28 novembre - Van Williams, attore statunitense (n. 1934)
- 28 novembre - Tiago da Rocha Vieira Alves, calciatore brasiliano (n. 1994)
- 28 novembre - Josimar Rosado da Silva Tavares, calciatore brasiliano (n. 1986)
- 28 novembre - Ailton Cesar Junior Alves da Silva, calciatore brasiliano (n. 1994)
- 28 novembre - Lucas Gomes da Silva, calciatore brasiliano (n. 1990)
- 28 novembre - José Gildeixon de Paiva, calciatore brasiliano (n. 1987)
- 28 novembre - Guilherme Gimenez de Souza, calciatore brasiliano (n. 1995)
- 28 novembre - Everton Kempes dos Santos Gonçalves, calciatore brasiliano (n. 1982)
- 29 novembre - Gian Pietro Borgnolo, chimico e imprenditore italiano (n. 1922)
- 29 novembre - Joe Dever, scrittore e autore di giochi britannico (n. 1956)
- 29 novembre - Luis Alberto Monge Álvarez, politico costaricano (n. 1925)
- 29 novembre - Marcos Danilo Padilha, calciatore brasiliano (n. 1985)
- 29 novembre - Claudio Pavone, partigiano, storico e archivista italiano (n. 1920)
- 29 novembre - Andrew Rippin, islamista canadese (n. 1950)
- 29 novembre - Lana Spreeman, sciatrice alpina canadese (n. 1955)
- 29 novembre - Alexander Thieme, velocista tedesco (n. 1954)
- 30 novembre - Giancarlo Ansaloni, calciatore e allenatore di calcio italiano (n. 1937)
- 30 novembre - Alice Drummond, attrice statunitense (n. 1928)